# Paul Brand (Chemiker)
Paul Otto Brand (* 23. Juni 1931 in Bitterfeld) ist ein deutscher Chemiker, Mineraloge und Hochschullehrer.

## Leben
Brand legte 1950 in Bitterfeld das Abitur ab, anschließend ließ er sich im Braunkohlenwerk Holzweißig zum Betriebsschlosser für den Bergbau ausbilden. Von 1952 bis 1957 studierte er Mineralogie/Kristallographie an der Martin-Luther-Universität Halle-Wittenberg. Er blieb in Halle und arbeitete als wissenschaftlicher Assistent am Mineralogisch-Petrographischen Institut der Universität. Im Jahr 1961 wurde er zum Dr. rer. nat. promoviert. Ab 1962 wirkte er als wissenschaftlicher Oberassistent am Institut für Physikalische Chemie mit Metall- und Werkstoff-Laboratorium, 1966 habilitierte er sich, ein Jahr später wurde er zum Dozenten für Physikalische Chemie und Kristallchemie ernannt.
Im Jahr 1973 wurde Paul Brand von der Bergakademie Freiberg zum ordentlichen Professor für Physikalische Chemie berufen. Von 1991 bis 1992 wirkte er als Direktor des neugegründeten Instituts für Physikalische Chemie. Von 1992 bis zu seiner Emeritierung im Jahr 1996 war er Professor für Kristall- und Festkörperchemie an Institut für Anorganische Chemie.

## Veröffentlichungen (Auswahl)
- Röntgenographische Strukturuntersuchungen an Tetrahalogeniden der IV. Gruppe, insbesondere SnBr4, Dissertation, 1961
- Untersuchungen zur Polymorphie der intermetallischen Phasen Ni1,5Sn, Ni1,5In und Ni1,75Ge, Habilitationsschrift, 1966